# Vintage Automobile Replica
Vintage Automobile Replica war ein kanadischer Hersteller von Automobilen.

## Unternehmensgeschichte
Das Unternehmen aus Noble begann 1989 oder 1990 mit der Produktion von Automobilen. Der Markenname lautete Vintage Automobile Replica, in einer Quelle zu Vintage verkürzt. 1990 endete die Produktion.

## Fahrzeuge
Im Angebot stand die Nachbildung des Porsche 718. Die Basis bildete ein Rohrrahmen. Der Motor kam von Porsche und war in Mittelmotorbauweise hinter den Sitzen montiert. Zur Wahl standen Ausführungen für die Straße und für Rennen.
Die offene Karosserie bestand aus Fiberglas.